# Покровка (Камешкирский район)
Покровка — село в Камешкирском районе Пензенской области России, входит в состав Пестровского сельсовета.

## География
Расположено на берегу реки Качатокомяк в 3 км на юго-запад от центра сельсовета села Пестровка и в 15 км на юг от районного центра села Русский Камешкир.

## История
Поселена в начале XVIII в. Здешняя земля по р. Узе и р. Таштакомяк из «диких поль» отказана в 1700 г. А. Веденяпину. В 1736 г. показана за помещиком Петром Веденяпиным. В 1739 г. – сельцо Покровское, Веденяпино тож. После постройки церкви – с. Покровское. С 1780 г. — в составе Петровского уезда Саратовской губернии. В 1795 г. – сельцо Покровское, Таштокомяк тож, надворного советника Федора Семеновича и его жены Ольги Ивановны Евсюковых, помещиков Хвостовых и Марфы Дмитриевны Апраксиной, Ивана Игнатьевича и его дочери Анны Ивановны Аргамаковых, а сельцо Покровское, Веденяпино тож, – за подпоручиком Никифором Андреевичем Жедринским, поручиком Степаном Селиверстовичем и его женой Авдотьей Сергеевной Ивашовыми и сержантом Степаном Яковлевичем Назаровым. По другому источнику, в 1795 г. в с. Покровском, Тоштокомяк тож, владении надворного советника Федора Семеновича Евсюкова с прочими владельцами, 152 двора, 511 ревизских душ крепостных, 1 ревизская душа казенных крестьян. В 1813 г. на средства помещицы Молчановой построена деревянная церковь во имя Успенья Пресвятой Богородицы. Перед отменой крепостного права в с. Коштомяки показан помещик Григорий Никифорович Жедринский, у него 121 ревизская душа крестьян, 11 ревизских душ дворовых, 48 тягол (барщина), у крестьян 31 двор на 20 дес. усадебной земли, 288 дес. пашни, 46 дес. сенокоса, 6 дес. выгона, у помещика 550 дес. удобной земли, в том числе 12 дес. леса и кустарника, сверх того 47 дес. неудобной земли.
С 1928 года село являлось центром сельсовета Камешкирского района Кузнецкого округа Средне-Волжской области (с 1939 года — в составе Пензенской области). В 1955 г. — в составе Пестровского сельсовета, центральная усадьба колхоза «Ударник». В 1980-е гг. – бригада колхоза имени ХХ съезда КПСС.

## Население
| 1795 | 1859 | 1914 | 1921 | 1926 | 1930 | 1939 |
| ---- | ---- | ---- | ---- | ---- | ---- | ---- |
| 1022 | ↘513 | ↘378 | ↗549 | ↗555 | ↘421 | ↗543 |
| 1959 | 1979 | 1989 | 1996 | 2002 | 2010 |      |
| ↘431 | ↘182 | ↘156 | ↘140 | ↘115 | ↘97  |      |